# Iglesia Jesuita (Lucerna)
La Iglesia Jesuita de San Francisco Javier o la Iglesia Jesuita de Lucerna (en alemán: Jesuitenkirche St. Franz Xaver ) es una iglesia católica en Lucerna, Suiza.
La Iglesia Jesuita fue el primer templo barroco grande construido en Suiza al norte de los Alpes. La Compañía de Jesús, fundada por Ignacio de Loyola en 1534, sirvió con tropas de élite papales en la lucha espiritual contra los grupos protestantes. Los reformadores protestantes, como Zwinglio en Zúrich y Calvino en Ginebra, dividieron Suiza y Lucerna se quedó como la única ciudad suiza importante en esa época fiel a las creencias católicas tradicionales. 
Los jesuitas fueron llamados a Lucerna por el ayuntamiento en 1573 para establecer un colegio. Ludwig Pfyffer, alcalde de Lucerna, ofreció apoyo financiero anual a los jesuitas de sus fondos privados. El Colegio de los Jesuitas de Lucerna se estableció en 1577 en Ritter, un edificio construido en 1557 como residencia para el alcalde Lux Ritter. 
La construcción se inició en 1667. Para 1673 la estructura básica de la iglesia y la fachada principal se habían completado. 
La iglesia fue consagrada en 1677, aunque el interior no estaba todavía terminado.